# 郭侃峰
郭侃峰（1969年11月13日—），已退役中国足球运动员，足球教练，曾担任青岛中能主教练。

## 职业生涯

### 青年队
- 山东少年队，青年队。

### 俱乐部
- 1994年中国足球职业联赛开始后效力于山东鲁能泰山，身披12号球衣，未能获得主力位置。
- 1997年因伤病原因退役，开始担任足球教练。

## 执教球队
- 1997年执教山东三线队。
- 鲁能足校成立后担任梯队教练，为足校引进并培养周海滨、王永珀、关震、苑维玮等队员。
- 2001年至2003年还担任中国国少队助理教练。
- 2005年殷铁生担任青岛中能主教练后，郭侃峰任青岛中能助理教练。
- 2008年由于殷铁生上调中国国奥队，郭侃峰任青岛中能主教练[1]。
- 2009年由于带队战绩不佳，青岛中能改聘桑特拉奇为主教练，郭侃峰任助理教练[2]。
- 2010年2月，青岛中能通过官网正式对外宣布任命前主帅郭侃峰为球队的主教练。

## 家庭
- 郭侃峰的父亲郭少安是中国20世纪50年代著名乒乓球运动员，弟弟郭刻厉也是著名乒乓球运动员。